# Doris Tillmann
Doris Tillmann (geboren 1958 in Lübeck) ist eine deutsche Ausstellungskuratorin, Autorin und Herausgeberin kulturgeschichtlicher Publikationen mit regionalem Schwerpunkt in Kiel und Schleswig-Holstein. Sie leitete bis 2021 das Kieler Schifffahrtsmuseum sowie das Kieler Stadtarchiv.

## Leben
Tillmann studierte die Fächer Volkskunde, Kunstgeschichte sowie Ur- und Frühgeschichte. 1996 promovierte sie bei Kai Detlev Sievers an der Universität Kiel zum Thema Der Landfrauenberuf. Bäuerliche Arbeit, Bildungsstätten und Berufsorganisationen der Landfrauen in Schleswig-Holstein 1900–1933.
Nachdem sie in verschiedenen Schleswig-Holsteinischen Museen als wissenschaftliche Mitarbeiterin tätig gewesen war, übernahm sie 2004 die Leitung des Schifffahrtsmuseums und des Kieler Stadtarchivs.

## Schriften (Auswahl)
- Nils Hansen, Doris Tillmann: Dorferneuerung um 1900 (= Dithmarscher Schriftenreihe zur Landeskunde). Westholstein. Verlags-Anstalt Boyens, Heide 1990, ISBN 3-8042-0474-0.
- Der Landfrauenberuf. Bäuerliche Arbeit, Bildungsstätten und Berufsorganisationen der Landfrauen in Schleswig-Holstein 1900–1933 (= Studien zur Volkskunde und Kulturgeschichte Schleswig-Holsteins. Bd. 36). Wachholtz, Neumünster 1997, ISBN 3-529-02485-6. (zugleich Dissertation 1996 an der Universität Kiel)
- Alt Ellerbek. Geschichte und Legende eines Fischerdorfes. Gesellschaft für Kieler Stadtgeschichte, Kiel 2004.
  - Teil 1 (= Mitteilungen der Gesellschaft für Kieler Stadtgeschichte. Bd. 82, Heft 2)
  - Teil 2 (= Mitteilungen der Gesellschaft für Kieler Stadtgeschichte. Bd. 82, Heft 1)
    - Sonderdruck, Husum, Husum 2004, ISBN 3-89876-193-2.
- Genossenschaftsmeiereien in Schleswig-Holstein (= Geschichte und Kultur Schleswig-Holsteins. Bd. 11). Wachholtz, Neumünster 2001, ISBN 3-529-02361-2.
- mit Stefanie Janssen, Eva-Maria Karpf, Katrin Kroll und Peter Kruska (Hrsg.): Peter Cornelius – Ein Kieler Fotograf. Verlag Ludwig, Kiel 2012, ISBN 978-3-86935-171-1.
- Der Zug der Zeit. Plakate der Deutschen Bundesbahn aus der Sammlung des Kieler Stadt- und Schifffahrtsmuseums. Katalog zur gleichnamigen Ausstellung im Kieler Stadt- und Schifffahrtsmuseum vom 17. April bis 4. September 2016, Erstauflage, Kiel: Ludwig, [2016], ISBN 978-3-86935-288-6.
- Ulrich Schulte-Wülwer Telse Wolf-Timm (Hrsg.), Doris Tillmann: Der Kieler Maler Carl Arp (1867–1913). Ausstellungskatalog zur gleichnamigen Ausstellung im Kieler Stadtmuseum vom 17. Juni bis 23. Oktober 2016. Ludwig, Kiel [2016], ISBN 978-3-86935-282-4.
- Katrin Seiler-Kroll, Doris Tillmann: Der Maler Robert Schmidt-Hamburg. Ein Chronist der deutschen Seefahrtsgeschichte im 20. Jahrhundert. Ludwig, Kiel [2017], ISBN 978-3-86935-327-2.
- Doris Tillmann, Julian Freche, Sonja Kinzler, Sandra Scherreiks, Katrin Seiler-Kroll: Kiel kocht. Lebensmittelerzeugung, Ernährung und Esskultur im 19. und 20. Jahrhundert. Mit Fotografien von Matthias Friedemann. Ludwig, Kiel [2018], ISBN 978-3-86935-353-1.
- Doris Tillmann (Text), Julian Freche (red. Bearb.): 1918 – &#152;Die Stunde der Matrosen. Kiel und die deutsche Revolution 1918. Begleitschrift zur Ausstellung Die Stunde der Matrosen. Kiel und die deutsche Revolution 1918 vom 5. Juni 2018 bis 17. März 2019. Kieler Stadt- und Schifffahrtsmuseum, Kiel 2020.
- mit Johannes Rosenplänter (Hrsg.): Luftkrieg und "Heimatfront". Kriegserleben in der NS-Gesellschaft in Kiel 1939–1945. Solivagus-Verlag, Kiel 2020, ISBN 978-3-947064-09-0.
- mit Hajo Neumann (Hrsg.): Vom Brandtaucher zur Brennstoffzelle. Der Kieler U-Boot-Bau und seine Rolle in der Marinegeschichte. Ludwig, Kiel 2020, ISBN 978-3-86935-392-0.
- Kaufrausch. Konsum und Warenwelten der 1980er Jahre. Ludwig, Kiel 2024, ISBN 978-3-86935-461-3.